# Colliers Wood (métro de Londres)
Colliers Wood (en anglais : Colliers Wood tube station ou Colliers Wood Underground Station), est une station de la ligne Northern, branche de Morden, du métro de Londres, en zone 3 Travelcard. Elle est située sur la Colliers Wood High Street, à Colliers Wood, sur le territoire du borough londonien de Merton.

## Situation sur le réseau
La station Colliers Wood est établie sur la branche Morden de la ligne Northern, entre les stations Tooting Broadway et South Wimbledon. Elle est en zone Travelcard 3.

Plans du métro et des transports à Londres
2009.
2014

## Histoire
La station Colliers Wood est mise en service le 13 septembre 1926. Comme toutes les stations de cette partie de la ligne connue comme la Morden extension, elle a été construite par l'architecte Charles Holden.

## Services aux voyageurs

### Accès et accueil
La station est située à l'angle de Colliers Wood Hight Street et de Christchurch Road. Le week-end la station est ouverte 24/24.

### Desserte

Installations
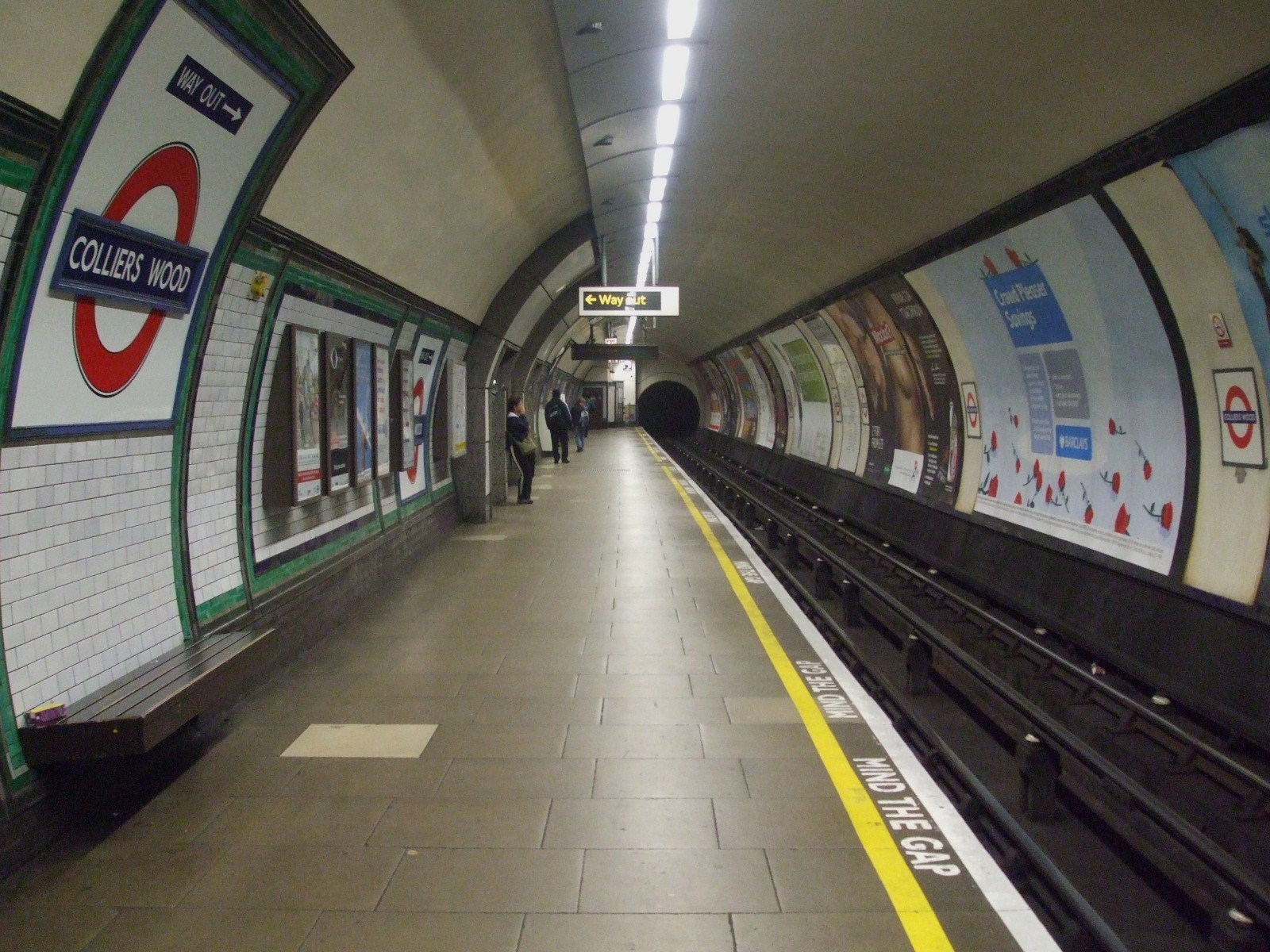
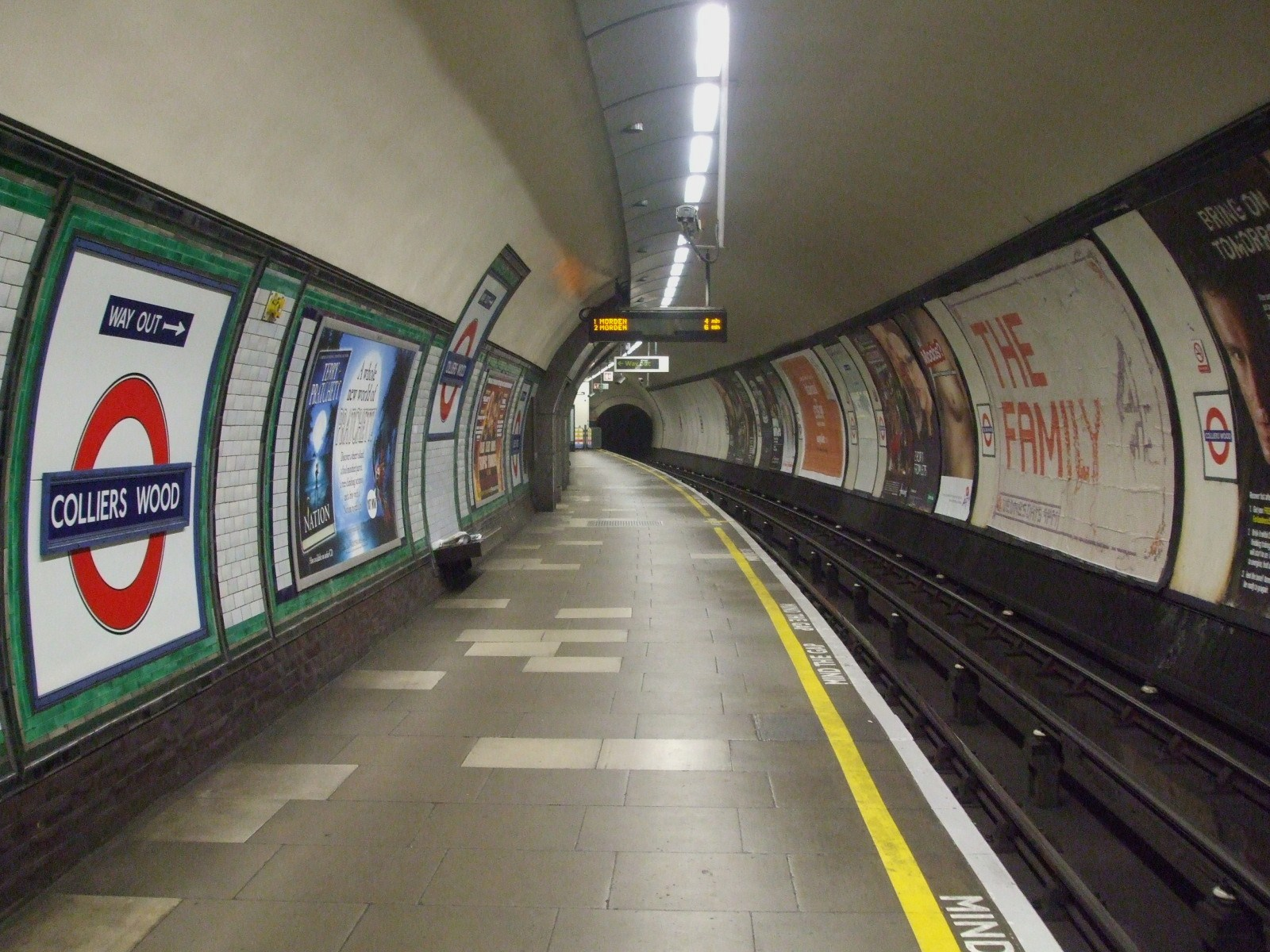
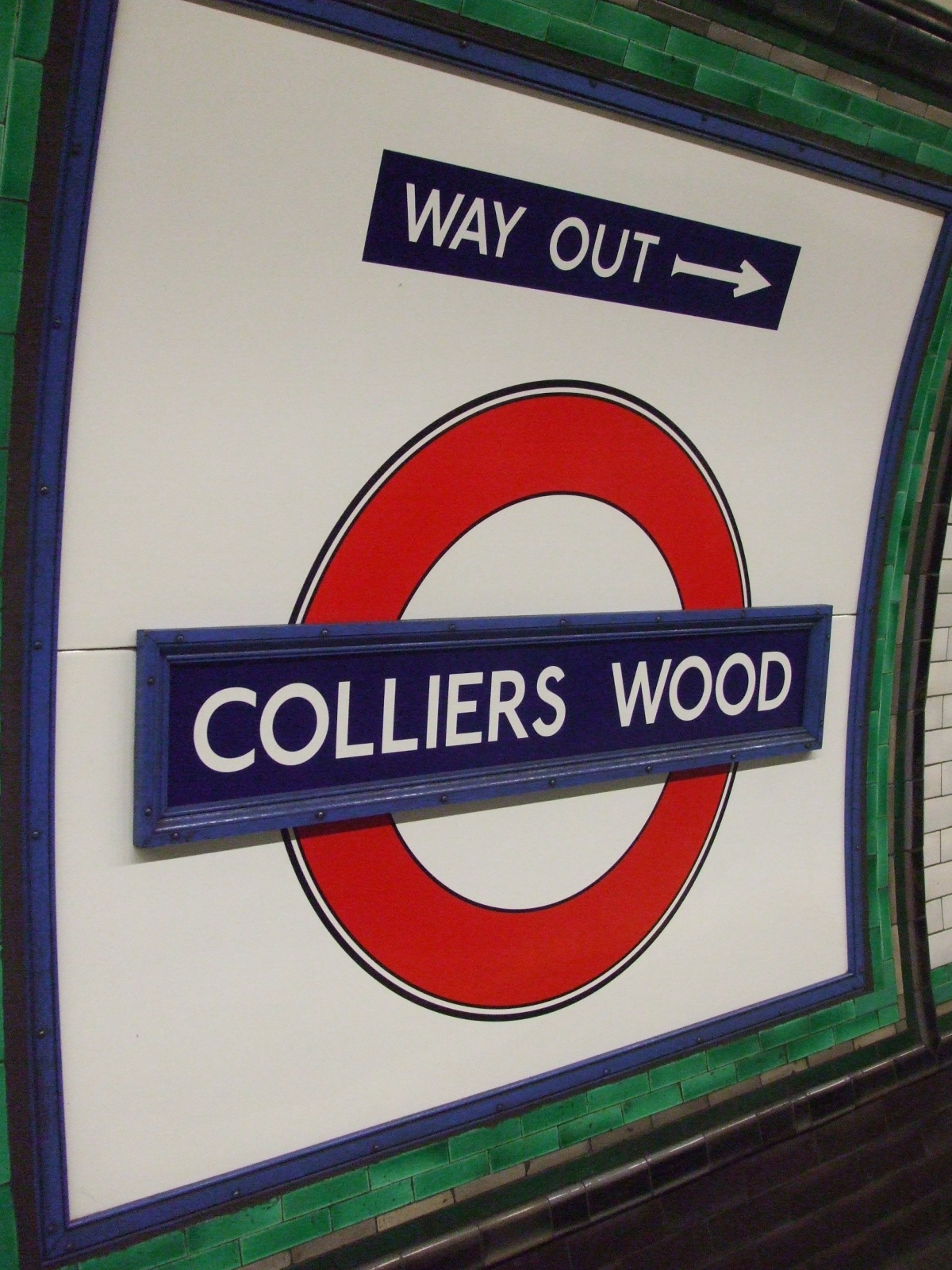

### Intermodalité
La station est desservie par les lignes de bus : 57 (Clapham Park - Kingston) service 24/7, 131 (Kingston - Tooting Broadway), 152 (New Malden - Pollards Hill), 200 (Mitcham - Raunes Park), 219 (Clapham Junction - Wimbledon Station), 470 (Colliers Wood - Epsom), N155 (Morden - Aldwych) service de nuit.

## À proximité
- Colliers Wood